# Eleições legislativas de 2005 no Porto

## Resultados Oficiais
| Partido                 | Partido                        | Votos   | %               | +/-   |
| ----------------------- | ------------------------------ | ------- | --------------- | ----- |
|                         | Partido Socialista             | 71 132  | 44,31 / 100,00  | 3,02  |
|                         | Partido Social Democrata       | 41 706  | 25,98 / 100,00  | 11,40 |
|                         | Partido Popular                | 15 899  | 9,90 / 100,00   | 1,13  |
|                         | Bloco de Esquerda              | 13 512  | 8,42 / 100,00   | 4,32  |
|                         | Coligação Democrática Unitária | 11 419  | 7,11 / 100,00   | 1,26  |
|                         | Outros                         | 2 217   | 1,38 / 100,00   |       |
| Votos Inválidos         | Votos Inválidos                | 4 631   | 2,88 / 100,00   | 1,16  |
| Total                   | Total                          | 160 516 | 100,00 / 100,00 |       |
| Eleitorado/Participação | Eleitorado/Participação        | 236 594 | 67,84 / 100,00  | 3,61  |

## Resultados por Freguesia
Os resultados seguintes referem-se aos partidos que obtiveram mais de 1,00% dos votos:
| Freguesia       | %     | %     | %     | %    | %     | Votantes |
| Freguesia       | PS    | PSD   | PP    | BE   | CDU   | Votantes |
| --------------- | ----- | ----- | ----- | ---- | ----- | -------- |
| Aldoar          | 47,69 | 22,86 | 9,42  | 9,17 | 6,11  | 8 079    |
| Bonfim          | 40,60 | 30,12 | 9,40  | 8,67 | 7,03  | 17 738   |
| Campanhã        | 55,06 | 19,89 | 4,56  | 7,21 | 9,49  | 22 813   |
| Cedofeita       | 37,89 | 31,35 | 11,46 | 9,04 | 5,74  | 16 523   |
| Foz do Douro    | 36,80 | 29,64 | 16,71 | 7,44 | 4,84  | 7 692    |
| Lordelo do Ouro | 44,93 | 22,88 | 12,96 | 8,02 | 7,41  | 12 812   |
| Massarelos      | 41,45 | 25,82 | 11,11 | 9,60 | 7,48  | 5 158    |
| Miragaia        | 55,03 | 15,89 | 4,99  | 9,38 | 11,60 | 2 026    |
| Nevogilde       | 20,57 | 35,67 | 33,53 | 3,65 | 1,88  | 3 558    |
| Paranhos        | 43,74 | 26,96 | 8,54  | 9,25 | 6,77  | 29 630   |
| Ramalde         | 43,34 | 25,91 | 11,13 | 8,54 | 6,90  | 21 181   |
| Santo Ildefonso | 41,89 | 28,87 | 8,44  | 9,70 | 7,05  | 6 693    |
| São Nicolau     | 56,99 | 17,95 | 2,97  | 9,14 | 9,64  | 1 816    |
| Sé              | 59,66 | 17,42 | 3,89  | 5,85 | 9,95  | 2 905    |
| Vitória         | 51,37 | 22,41 | 5,50  | 7,77 | 8,03  | 1 892    |
| Porto           | 44,31 | 25,98 | 9,90  | 8,42 | 7,11  | 160 516  |

#### Aldoar
| Partido                 | Partido                        | Votos  | %               | +/-   |
| ----------------------- | ------------------------------ | ------ | --------------- | ----- |
|                         | Partido Socialista             | 3 853  | 47,69 / 100,00  | 3,23  |
|                         | Partido Social Democrata       | 1 847  | 22,86 / 100,00  | 11,59 |
|                         | Partido Popular                | 761    | 9,42 / 100,00   | 1,14  |
|                         | Bloco de Esquerda              | 741    | 9,17 / 100,00   | 4,45  |
|                         | Coligação Democrática Unitária | 494    | 6,11 / 100,00   | 0,92  |
|                         | Outros                         | 112    | 1,39 / 100,00   |       |
| Votos Inválidos         | Votos Inválidos                | 271    | 3,35 / 100,00   | 1,20  |
| Total                   | Total                          | 8 079  | 100,00 / 100,00 |       |
| Eleitorado/Participação | Eleitorado/Participação        | 11 134 | 72,56 / 100,00  | 4,15  |

#### Bonfim
| Partido                 | Partido                        | Votos  | %               | +/-   |
| ----------------------- | ------------------------------ | ------ | --------------- | ----- |
|                         | Partido Socialista             | 7 202  | 40,60 / 100,00  | 3,03  |
|                         | Partido Social Democrata       | 5 343  | 30,12 / 100,00  | 11,09 |
|                         | Partido Popular                | 1 667  | 9,40 / 100,00   | 0,88  |
|                         | Bloco de Esquerda              | 1 537  | 8,67 / 100,00   | 4,59  |
|                         | Coligação Democrática Unitária | 1 247  | 7,03 / 100,00   | 1,13  |
|                         | Outros                         | 234    | 1,32 / 100,00   |       |
| Votos Inválidos         | Votos Inválidos                | 508    | 2,86 / 100,00   | 1,01  |
| Total                   | Total                          | 17 738 | 100,00 / 100,00 |       |
| Eleitorado/Participação | Eleitorado/Participação        | 26 382 | 67,24 / 100,00  | 2,74  |

#### Campanhã
| Partido                 | Partido                        | Votos  | %               | +/-  |
| ----------------------- | ------------------------------ | ------ | --------------- | ---- |
|                         | Partido Socialista             | 12 560 | 55,06 / 100,00  | 3,07 |
|                         | Partido Social Democrata       | 4 538  | 19,89 / 100,00  | 8,05 |
|                         | Coligação Democrática Unitária | 2 166  | 9,49 / 100,00   | 1,41 |
|                         | Bloco de Esquerda              | 1 644  | 7,21 / 100,00   | 4,31 |
|                         | Partido Popular                | 1 040  | 4,56 / 100,00   | 1,87 |
|                         | Outros                         | 376    | 1,65 / 100,00   |      |
| Votos Inválidos         | Votos Inválidos                | 489    | 2,15 / 100,00   | 0,59 |
| Total                   | Total                          | 22 813 | 100,00 / 100,00 |      |
| Eleitorado/Participação | Eleitorado/Participação        | 35 052 | 65,08 / 100,00  | 5,96 |

#### Cedofeita
| Partido                 | Partido                        | Votos  | %               | +/-   |
| ----------------------- | ------------------------------ | ------ | --------------- | ----- |
|                         | Partido Socialista             | 6 261  | 37,89 / 100,00  | 3,80  |
|                         | Partido Social Democrata       | 5 180  | 31,35 / 100,00  | 12,71 |
|                         | Partido Popular                | 1 894  | 11,46 / 100,00  | 1,62  |
|                         | Bloco de Esquerda              | 1 493  | 9,04 / 100,00   | 3,97  |
|                         | Coligação Democrática Unitária | 948    | 5,74 / 100,00   | 1,17  |
|                         | Outros                         | 196    | 1,19 / 100,00   |       |
| Votos Inválidos         | Votos Inválidos                | 551    | 3,34 / 100,00   | 1,66  |
| Total                   | Total                          | 16 523 | 100,00 / 100,00 |       |
| Eleitorado/Participação | Eleitorado/Participação        | 24 551 | 67,30 / 100,00  | 2,40  |

#### Foz do Douro
| Partido                 | Partido                        | Votos  | %               | +/-   |
| ----------------------- | ------------------------------ | ------ | --------------- | ----- |
|                         | Partido Socialista             | 2 831  | 36,80 / 100,00  | 0,88  |
|                         | Partido Social Democrata       | 2 280  | 29,64 / 100,00  | 13,06 |
|                         | Partido Popular                | 1 285  | 16,71 / 100,00  | 5,65  |
|                         | Bloco de Esquerda              | 572    | 7,44 / 100,00   | 3,87  |
|                         | Coligação Democrática Unitária | 372    | 4,84 / 100,00   | 0,66  |
|                         | Outros                         | 96     | 1,26 / 100,00   |       |
| Votos Inválidos         | Votos Inválidos                | 256    | 3,33 / 100,00   | 1,37  |
| Total                   | Total                          | 7 692  | 100,00 / 100,00 |       |
| Eleitorado/Participação | Eleitorado/Participação        | 10 381 | 74,10 / 100,00  | 2,28  |

#### Lordelo do Ouro
| Partido                 | Partido                        | Votos  | %               | +/-   |
| ----------------------- | ------------------------------ | ------ | --------------- | ----- |
|                         | Partido Socialista             | 5 756  | 44,93 / 100,00  | 2,47  |
|                         | Partido Social Democrata       | 2 932  | 22,88 / 100,00  | 12,57 |
|                         | Partido Popular                | 1 661  | 12,96 / 100,00  | 2,99  |
|                         | Bloco de Esquerda              | 1 027  | 8,02 / 100,00   | 3,91  |
|                         | Coligação Democrática Unitária | 950    | 7,41 / 100,00   | 1,45  |
|                         | Outros                         | 144    | 1,12 / 100,00   |       |
| Votos Inválidos         | Votos Inválidos                | 342    | 2,67 / 100,00   | 1,36  |
| Total                   | Total                          | 12 812 | 100,00 / 100,00 |       |
| Eleitorado/Participação | Eleitorado/Participação        | 18 287 | 70,06 / 100,00  | 4,27  |

#### Massarelos
| Partido                 | Partido                        | Votos | %               | +/-   |
| ----------------------- | ------------------------------ | ----- | --------------- | ----- |
|                         | Partido Socialista             | 2 138 | 41,45 / 100,00  | 2,78  |
|                         | Partido Social Democrata       | 1 332 | 25,82 / 100,00  | 12,14 |
|                         | Partido Popular                | 573   | 11,11 / 100,00  | 2,10  |
|                         | Bloco de Esquerda              | 495   | 9,60 / 100,00   | 4,47  |
|                         | Coligação Democrática Unitária | 386   | 7,48 / 100,00   | 1,08  |
|                         | Outros                         | 81    | 1,58 / 100,00   |       |
| Votos Inválidos         | Votos Inválidos                | 153   | 2,97 / 100,00   | 1,22  |
| Total                   | Total                          | 5 158 | 100,00 / 100,00 |       |
| Eleitorado/Participação | Eleitorado/Participação        | 7 216 | 71,48 / 100,00  | 3,94  |

#### Miragaia
| Partido                 | Partido                        | Votos | %               | +/-  |
| ----------------------- | ------------------------------ | ----- | --------------- | ---- |
|                         | Partido Socialista             | 1 115 | 55,03 / 100,00  | 0,52 |
|                         | Partido Social Democrata       | 322   | 15,89 / 100,00  | 6,83 |
|                         | Coligação Democrática Unitária | 235   | 11,60 / 100,00  | 2,29 |
|                         | Bloco de Esquerda              | 190   | 9,38 / 100,00   | 5,47 |
|                         | Partido Popular                | 101   | 4,99 / 100,00   | 1,45 |
|                         | Outros                         | 29    | 1,43 / 100,00   |      |
| Votos Inválidos         | Votos Inválidos                | 34    | 1,68 / 100,00   | 0,16 |
| Total                   | Total                          | 2 026 | 100,00 / 100,00 |      |
| Eleitorado/Participação | Eleitorado/Participação        | 3 179 | 63,73 / 100,00  | 6,19 |

#### Nevogilde
| Partido                 | Partido                        | Votos | %               | +/-   |
| ----------------------- | ------------------------------ | ----- | --------------- | ----- |
|                         | Partido Social Democrata       | 1 269 | 35,67 / 100,00  | 20,71 |
|                         | Partido Popular                | 1 193 | 33,53 / 100,00  | 15,63 |
|                         | Partido Socialista             | 732   | 20,57 / 100,00  | 2,08  |
|                         | Bloco de Esquerda              | 130   | 3,65 / 100,00   | 0,37  |
|                         | Coligação Democrática Unitária | 67    | 1,88 / 100,00   | 0,70  |
|                         | Outros                         | 25    | 0,70 / 100,00   |       |
| Votos Inválidos         | Votos Inválidos                | 142   | 3,99 / 100,00   | 2,14  |
| Total                   | Total                          | 3 558 | 100,00 / 100,00 |       |
| Eleitorado/Participação | Eleitorado/Participação        | 4 742 | 75,03 / 100,00  | 2,01  |

#### Paranhos
| Partido                 | Partido                        | Votos  | %               | +/-   |
| ----------------------- | ------------------------------ | ------ | --------------- | ----- |
|                         | Partido Socialista             | 12 961 | 43,74 / 100,00  | 2,98  |
|                         | Partido Social Democrata       | 7 988  | 26,96 / 100,00  | 11,06 |
|                         | Bloco de Esquerda              | 2 742  | 9,25 / 100,00   | 4,91  |
|                         | Partido Popular                | 2 530  | 8,54 / 100,00   | 0,05  |
|                         | Coligação Democrática Unitária | 2 005  | 6,77 / 100,00   | 1,25  |
|                         | Outros                         | 457    | 1,55 / 100,00   |       |
| Votos Inválidos         | Votos Inválidos                | 947    | 3,19 / 100,00   | 1,30  |
| Total                   | Total                          | 29 630 | 100,00 / 100,00 |       |
| Eleitorado/Participação | Eleitorado/Participação        | 42 129 | 70,33 / 100,00  | 2,63  |

#### Ramalde
| Partido                 | Partido                        | Votos  | %               | +/-   |
| ----------------------- | ------------------------------ | ------ | --------------- | ----- |
|                         | Partido Socialista             | 9 179  | 43,34 / 100,00  | 3,70  |
|                         | Partido Social Democrata       | 5 487  | 25,91 / 100,00  | 12,46 |
|                         | Partido Popular                | 2 358  | 11,13 / 100,00  | 1,62  |
|                         | Bloco de Esquerda              | 1 809  | 8,54 / 100,00   | 4,32  |
|                         | Coligação Democrática Unitária | 1 461  | 6,90 / 100,00   | 1,23  |
|                         | Outros                         | 283    | 1,34 / 100,00   |       |
| Votos Inválidos         | Votos Inválidos                | 604    | 2,85 / 100,00   | 1,13  |
| Total                   | Total                          | 21 181 | 100,00 / 100,00 |       |
| Eleitorado/Participação | Eleitorado/Participação        | 31 146 | 68,01 / 100,00  | 3,42  |

#### Santo Ildefonso
| Partido                 | Partido                        | Votos  | %               | +/-   |
| ----------------------- | ------------------------------ | ------ | --------------- | ----- |
|                         | Partido Socialista             | 2 804  | 41,89 / 100,00  | 1,55  |
|                         | Partido Social Democrata       | 1 932  | 28,87 / 100,00  | 10,15 |
|                         | Bloco de Esquerda              | 649    | 9,70 / 100,00   | 4,86  |
|                         | Partido Popular                | 565    | 8,44 / 100,00   | 0,27  |
|                         | Coligação Democrática Unitária | 472    | 7,05 / 100,00   | 1,52  |
|                         | Outros                         | 81     | 1,20 / 100,00   |       |
| Votos Inválidos         | Votos Inválidos                | 190    | 2,84 / 100,00   | 1,55  |
| Total                   | Total                          | 6 693  | 100,00 / 100,00 |       |
| Eleitorado/Participação | Eleitorado/Participação        | 11 367 | 58,88 / 100,00  | 2,39  |

#### São Nicolau
| Partido                 | Partido                        | Votos | %               | +/-  |
| ----------------------- | ------------------------------ | ----- | --------------- | ---- |
|                         | Partido Socialista             | 1 035 | 56,99 / 100,00  | 2,17 |
|                         | Partido Social Democrata       | 326   | 17,95 / 100,00  | 8,45 |
|                         | Coligação Democrática Unitária | 175   | 9,64 / 100,00   | 2,30 |
|                         | Bloco de Esquerda              | 166   | 9,14 / 100,00   | 5,66 |
|                         | Partido Popular                | 54    | 2,97 / 100,00   | 2,47 |
|                         | Outros                         | 25    | 1,39 / 100,00   |      |
| Votos Inválidos         | Votos Inválidos                | 35    | 1,93 / 100,00   | 0,08 |
| Total                   | Total                          | 1 816 | 100,00 / 100,00 |      |
| Eleitorado/Participação | Eleitorado/Participação        | 2 872 | 63,23 / 100,00  | 4,97 |

#### Sé
| Partido                 | Partido                        | Votos | %               | +/-  |
| ----------------------- | ------------------------------ | ----- | --------------- | ---- |
|                         | Partido Socialista             | 1 733 | 59,66 / 100,00  | 1,41 |
|                         | Partido Social Democrata       | 506   | 17,42 / 100,00  | 6,51 |
|                         | Coligação Democrática Unitária | 289   | 9,95 / 100,00   | 1,81 |
|                         | Bloco de Esquerda              | 170   | 5,85 / 100,00   | 3,32 |
|                         | Partido Popular                | 113   | 3,89 / 100,00   | 1,30 |
|                         | Outros                         | 37    | 1,28 / 100,00   |      |
| Votos Inválidos         | Votos Inválidos                | 57    | 1,96 / 100,00   | 0,74 |
| Total                   | Total                          | 2 905 | 100,00 / 100,00 |      |
| Eleitorado/Participação | Eleitorado/Participação        | 5 034 | 57,71 / 100,00  | 3,65 |

#### Vitória
| Partido                 | Partido                        | Votos | %               | +/-  |
| ----------------------- | ------------------------------ | ----- | --------------- | ---- |
|                         | Partido Socialista             | 972   | 51,37 / 100,00  | 0,60 |
|                         | Partido Social Democrata       | 424   | 22,41 / 100,00  | 8,71 |
|                         | Coligação Democrática Unitária | 152   | 8,03 / 100,00   | 1,19 |
|                         | Bloco de Esquerda              | 147   | 7,77 / 100,00   | 4,84 |
|                         | Partido Popular                | 104   | 5,50 / 100,00   | 0,30 |
|                         | Outros                         | 41    | 2,17 / 100,00   |      |
| Votos Inválidos         | Votos Inválidos                | 52    | 2,75 / 100,00   | 0,54 |
| Total                   | Total                          | 1 892 | 100,00 / 100,00 |      |
| Eleitorado/Participação | Eleitorado/Participação        | 3 122 | 60,60 / 100,00  | 4,77 |